# Hermisende
Hermisende è un comune spagnolo di 408 abitanti situato nella comarca di Sanabria, provincia di Zamora, appartenente alla comunità autonoma di Castiglia e León.